# Граф Далхаузи

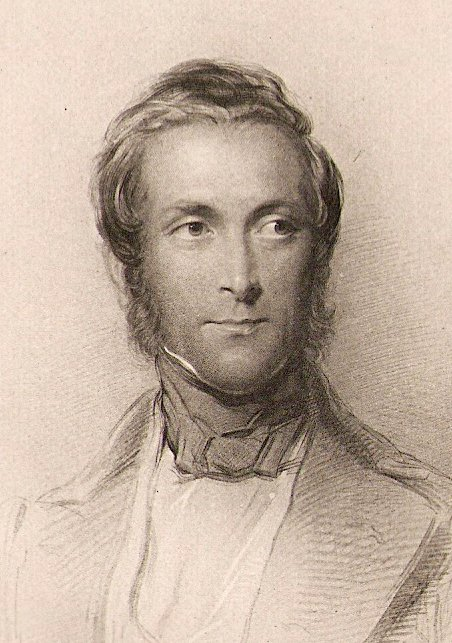
Джеймс Браун-Рамсей, 1-й маркиз Далхаузи

Граф Далхаузи в графстве Мидлотиан (англ. Earl of Dalhousie) — наследственный титул в системе Пэрства Шотландии, созданный 29 июня 1633 года для Уильяма Рамсея, 2-го лорда Рамсея из Далхаузи (ум. 1672). Титул графа носят вожди клана Рамсей.

## История
Графский род происходит от сэра Джорджа Рамсея, который представлял Кинкардиншир в шотландском парламенте в 1617 году. Он получил титулы барона Далхаузи и барона Мелроуза после отставки Джона Рамсея, 1-го графа Холдернесса (1580—1626). В 1618 году он стал пэром Шотландии, получив титул лорда Рамсея из Мелроуза. В 1619 году Джордж Рамсей получил титул лорда Рамсея из Далхаузи. Ему наследовал его старший сын, Уильям Рамсей, 2-й лорд Далхаузи (ум. 1672). Он заседал в шотландском парламенте от Монтроза (1617, 1621) и занимал пост генерального шерифа Эдинбургшира. В 1633 году для него был создан титул лорда Рамсея из Керингтауна и графа Далхаузи в графстве Мидлотиан (пэрство Шотландии). Его внук, Уильям Рамсей, 3-й граф Далхаузи (ум. 1682), участвовал в битве при Ботвелл-Бридж в 1679 году. Его старший сын, Джордж Рамсей, 4-й граф Далхаузи (ум. 1696), погиб на дуэли с Гамильтоном. Он не был женат, и ему наследовал его младший брат, Уильям Рамсей, 5-й граф Далхаузи (ум. 1710). Он был полковником шотландской гвардии и бригадиром британской армии, участвовал в Войне за испанское наследство.
Его преемником стал его двоюродный дядя, Уильям Рамсей, 6-й граф Далхаузи (1660—1739). Он был сыном капитана Джона Рамсея, второго сына 1-го графа Далхаузи. Его старший сын, Джордж Рамсей, лорд Рамсей (ум. 1739), был женат на Джейн, дочери достопочтенного Гарри Моула из Келли, младшего сына Джорджа Моула, 2-го графа Панмура (1619—1671). Гарри Моул был братом Джеймса Моула, 4-го графа Панмура, который участвовал в Якобитском восстании 1715 года и был лишен имущества в 1716 году. 6-му графу Далхаузи наследовал его внук, Чарльз Рамсей, 7-й граф Далхаузи (ум. 1764), старший сын лорда Рамсея. Он умер холостым, графский титул унаследовал его младший брат, Джордж Рамсей, 8-й граф Далхаузи (ум. 1787). Он заседал в Палате лордов Великобритании в качестве шотландского пэра-представителя с 1774 по 1787 год. Его второй сын, достопочтенный Уильям Рамсей (1771—1852), унаследовал в 1784 году имения графов Панмур и в 1831 году получил титул барона Панмура. Лорду Далхаузи наследовал его старший сын, Джордж Рамсей, 9-й граф Далхаузи (1770—1838). Он был крупным военачальником, занимал должности генерал-губернатора Британской Северной Америки (1820—1828) и главнокомандующего в Индии (1830—1832). В 1815 году для него был создан титул барона Далхаузи из Далхаузи Касл в графстве Эдинбург (Пэрство Соединённого королевства), что давало ему автоматическое место в Палате лордов Великобритании.

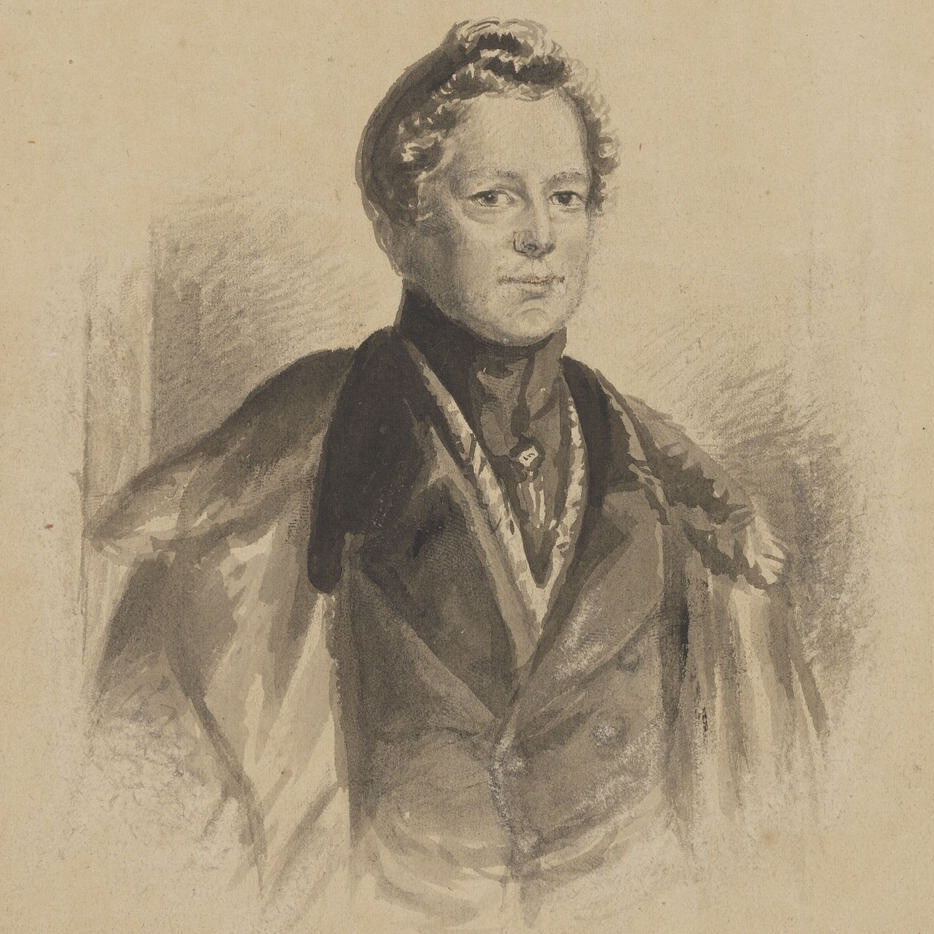
Фокс Моул-Рамсей, 11-й граф Далхаузи

Его сменил его третий сын, Джеймс Эндрю Браун-Рамсей, 10-й граф Далхаузи (1812—1860). Он был влиятельным политиком, членом партии тори, занимал пост генерал-губернатора Индии (1847—1856). В 1849 году для него был создан титул маркиза Далхаузи из Далхаузи Касла в графстве Эдинбург и Пенджабе (Пэрство Соединённого королевства). Лорд Далхаузи принял дополнительную фамилию «Браун из Колстона», чтобы унаследовать имения Колстонов. У него не было сыновей, и после его смерти в 1860 году титулы маркиза Далхаузи и барона Далхаузи прервались. Графский титул унаследовал его двоюродный брат Фокс Моул, 2-й барон Панмур, 11-й граф Далхаузи (1801—1874). Он был видным либеральным политиком и, в частности, занимал должность военного министра (1855—1858). В 1860 году, унаследовав графский титул, он принял фамилию «Моул-Рамсей» и герб Рамсей из Далхаузи. Лорд Далхаузи был бездетным, и после его смерти в 1874 году титул барона Панмур пресекся. Но шотландские титулы перешли к его двоюродному брату, Джорджу Рамсею, 12-му графу Далхаузи (1806—1880). Он был вторым сыном достопочтенного Джона Рамсея (1775—1842), четвёртого сына 8-го графа. Лорд Далхаузи был адмиралом королевского флота. В 1875 году для него был создан титул барона Рамсея из Гленмарка в графстве Форфар (Пэрство Соединённого королевства), который давал ему автоматическое место в Палате лордов.
Ему наследовал его старший сын, Джон Уильям Рамсей, 13-й граф Далхаузи (1847—1887). Он был либеральным политиком и занимал пост министра по делам Шотландии в правительстве Уильяма Гладстона (1886). Его старший сын, Артур Джордж Моул-Рамсей, 14-й граф Далхаузи (1878—1928). Он был капитаном шотландской гвардии и почётным полковником Северной шотландской королевской гарнизонной артиллерии. Его преемником стал его старший сын, Джон Гилберт Рамсей, 15-й граф Далхаузи (1904—1950). Он занимал пост заместителя лейтенанта графства Ангус. 15-й граф скончался холостым, графский титул унаследовал его младший брат, Саймон Рамсей, 16-й граф Далхаузи (1914—1999). Он был консервативным депутатом Палаты общин от Форфара (1945—1950), генерал-губернатором Федерации Родезии и Ньясленда (1957—1963).
По состоянию на 2025 год, обладателем графского титула являлся его старший сын, Джеймс Хьюберт Рамсей, 17-й граф Далхаузи (род. 1948), наследовавший отцу в 1999 году. Лорд Далхаузи является наследственным вождем шотландского клана Рамсей.

## Другие члены семьи Рамсей
- Достопочтенный Джордж Рамсей (ум. 1705), генерал-лейтенант британской армии и главнокомандующий войсками в Шотландии (1702), младший сын 2-го графа Далхаузи
- Достопочтенный Уильям Рамсей (1771—1852), второй сын 8-го графа Далхаузи, получил титул барона Панмура в 1831 году
- Достопочтенный Джон Рамсей (1775—1842), генерал-лейтенант генерального штаба Индии, четвертый сын 8-го графа Далхаузи
- Уильям Рамсей (1804—1871), генерал-майор бенгальской армии, сын предыдущего
- Джеймс Рамсей (1808—1868), генерал-майор бенгальской армии, брат предыдущего
- Достопочтенный сэр Генри Рамсей (1816—1893), генерал бенгальской армии, брат предыдущего
- Капитан Арчибальд Моул-Рамсей (1894—1955), британский политик, депутат Палаты общин Великобритании от Пиблса и Южного Мидлотиана (1931—1945), внук предыдущего
- Достопочтенный Чарльз Рамсей (1859—1936), депутат Палаты общин от Форфара (1894—1895), четвертый сын 12-го графа Далхаузи
- Достопочтенный сэр Патрик Рамзай (1879—1962), британский дипломат, посол Великобритании в Греции (1929—1933), Венгрии (1933—1935) и Дании (1935—1939), второй сын 13-го графа Далхаузи
- Достопочтенный сэр Александр Рамсей (1881—1972), адмирал королевского флота, 5-й морской лорд (1938—1939), третий сын 13-го графа Далхаузи. Муж принцессы Патриции Коннаутской, младшей дочери принца Артура, герцога Коннаутского
- Александр Рамсей из Мара (1919—2000), единственный сын предыдущего, муж с 1956 года Флоры Фрейзер, 21-й леди Салтон (род. 1930).

Родовое гнездо — Замок Брикин в окрестностях Брикина в округе Ангус (Шотландия). Прежняя резиденция — Замок Далхаузи был продан в конце XX века и в настоящее время является гостиницей.

## Лорды Рамсей из Далхаузи (1618)
- 1618—1629: Джордж Рамсей, 1-й лорд Рамсей из Далхаузи (после 1570 — до 22 июля 1629), сын Джеймса Рамсея из Кокпина (ум. 1580)
- 1629—1672: Уильям Рамсей, 2-й лорд Рамсей из Далхаузи (умер в ноябре 1672), старший сын предыдущего, граф Далхаузи с 1633 года.

## Графы Далхаузи (1633)

Герб графов Далхаузи и вождей клана Рамсей

- 1633—1672: Уильям Рамсей, 1-й граф Далхаузи (ум. ноябрь 1672), старший сын 1-го лорда Рамсея из Далхаузи
- 1672—1674: Джордж Рамсей, 2-й граф Далхаузи (ум. 11 февраля 1674), старший сын предыдущего
- 1674—1682: Уильям Рамсей, 3-й граф Далхаузи (ум. 1682), старший сын предыдущего
- 1682—1696: Джордж Рамсей, 4-й граф Далхаузи (ум. 1696), старший сын предыдущего
- 1696—1710: Уильям Рамсей, 5-й граф Далхаузи (ум. октябрь 1710), младший брат предыдущего
- 1710—1739: Уильям Рамсей, 6-й граф Далхаузи (2 декабря 1660 — 8 декабря 1739), сын капитана Джона Рамсея, внук 1-го графа Далхаузи
- 1739—1764: Чарльз Рамсей, 7-й граф Далхаузи (ок. 1729 — 29 января 1764), старший сын Джорджа Рамсея, лорда Рамсея (ум. 1739), внук 6-го графа Далхаузи
- 1764—1787: Джордж Рамсей, 8-й граф Далхаузи (ок. 1730 — 15 ноября 1787), младший брат предыдущего
- 1787—1838: Джордж Рамсей, 9-й граф Далхаузи (23 октября 1770 — 21 марта 1838), старший сын предыдущего
- 1838—1860: Джеймс Эндрю Браун-Рамзи, 10-й граф Далхаузи (22 апреля 1812 — 22 декабря 1860), третий (младший) сын предыдущего, маркиз Далхаузи с 1849 года.

## Маркизы Далхаузи (1849)
- 1849—1860: Джеймс Эндрю Браун-Рамзи, 1-й маркиз Далхаузи (22 апреля 1812 — 22 декабря 1860), третий сын Джорджа Рамсея, 9-го графа Далхаузи.

## Графы Далхаузи (1633)
- 1860—1874: Фокс Мол-Рамсей, 11-й граф Далхаузи (22 апреля 1801 — 6 июля 1874), старший сын Уильяма Моул-Рамсея, 1-го лорда Панмура (1771—1852) и внук 8-го графа Далхаузи
- 1874—1880: Адмирал Джордж Рамсей, 12-й граф Далхаузи (26 апреля 1806 — 20 июля 1880), второй сын генерал-лейтенанта Джона Рамсея (1775—1842), внук 8-го графа Далхаузи
- 1880—1887: Джон Уильям Рамсей, 13-й граф Далхаузи (29 января 1847 — 25 ноября 1887), старший сын предыдущего
- 1887—1928: Артур Джордж Моул-Рамсей, 14-й граф Далхаузи (4 сентября 1878 — 23 декабря 1928), старший сын предыдущего
- 1928—1950: Джон Гилберт Рамсей, 15-й граф Далхаузи (25 июля 1904 — 3 мая 1950), старший сын предыдущего
- 1950—1999: Саймон Рамсей, 16-й граф Далхаузи (17 октября 1914 — 15 июля 1999), младший брат предыдущего
- 1999 — настоящее время: Джеймс Хьюберт Рамсей, 17-й граф Далхаузи (род. 147 января 1948), старший сын предыдущего
  - Наследник: Саймон Дэвид Рамсей, лорд Рамсей (род. 18 апреля 1981), единственный сын предыдущего.